# Révolution grecque de 1862
La Révolution grecque de 1862 est une insurrection populaire qui aboutit au renversement du roi Othon Ier de Grèce le 23 octobre 1862. Déclenchée le 18 octobre à Vonitsa, elle s'étend bientôt à d'autres villes et gagne Athènes dès le 22 octobre. 

## Antécédents
Le 1er février 1862, une première insurrection éclate à Nauplie, avec à sa tête plusieurs personnalités de renom comme Dimitrios Grivas, Pétros Mavromichalis ou Dimitrios Botzaris. Dans un premier temps, la révolte semble faire des émules et des émeutes se produisent à Santorin, Hydra, Tripolizza et en Messénie. Cependant, le pouvoir royal parvient rapidement à reprendre la situation en mains et la révolte est réprimée dès le 20 mars. 

## La révolution d'octobre

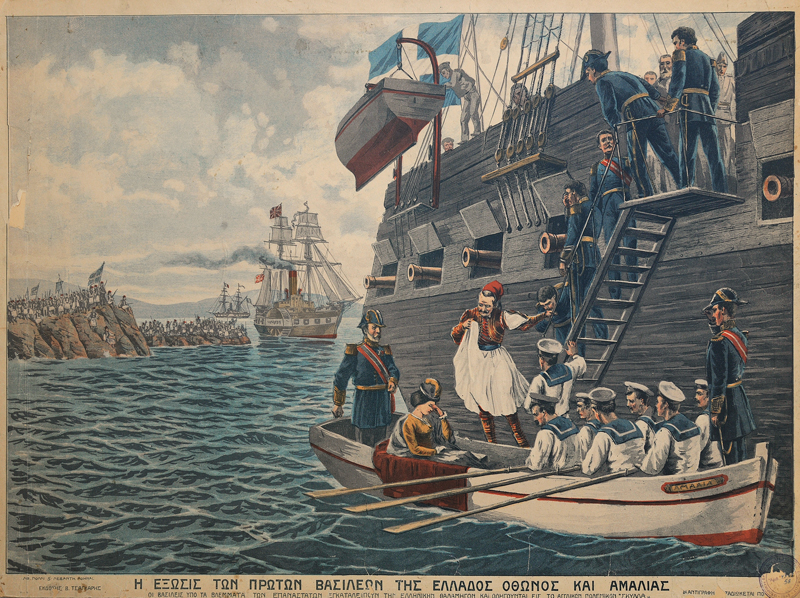
Embarquement du couple royal à bord du Scylla, gravure populaire.

Dans ce contexte mouvementé, le roi Othon Ier et son épouse partent, le 16 octobre, pour un grand voyage en province afin de raffermir les liens entre le peuple grec et la couronne. Cependant, une nouvelle insurrection éclate deux jours plus tard à Vonitsa, sur le golfe d’Arta, avant de se propager à Missolonghi et Patras. Le 22 octobre, l’insurrection s’étend à la capitale et un gouvernement provisoire ayant à sa tête Dimitrios Voulgaris, Konstantínos Kanáris et Benizélos Rouphos est mis en place. Dès le lendemain, les révolutionnaires proclament la destitution du couple royal et convoquent une assemblée destinée à élire un nouveau monarque.
Le couple royal est alors amené de Kalamata par le ministre de la police et placé sous la protection d’un navire de guerre britannique, le Scylla. Dans le même temps, les biens des souverains restés au palais royal sont inventoriés avant d’être rendus à leurs légitimes possesseurs. Conseillés par les ambassadeurs des puissances, Othon et son épouse abandonnent alors la Grèce et prennent le chemin de l’exil. Malgré tout, le roi refuse d'abdiquer et n'envisage pas son départ comme définitif.